# Група НОП одреда за Лику
Група НОП одреда за Лику је био партизанска формација у саставу Народноослободилачке војске и партизанских одреда Југославије током Другог светског рата у Југославији.

## Историјат
формирана је средином октобра 1941. од сеоских устаничких одреда са подручја Лике. Почетком новембра Штаб групе је заједно са Окружним комитетом Комунистичке партије Хрватске за Лику, приступио реорганизацији сеоских одреда. У новембру су формирани 1. лички НОП одред Велебит: јачине четири батаљона у госпићком срезу, Лапачки батаљон (касније Стојан Матић) у срезу Доњи Лапац, батаљон Марко Орешковић од бораца из срезова Доњи Лапац и Грачац и батаљон Огњен Прица у кореничком срезу. У децембру приступило се формирању оточачког батаљона (касније Божидар Аџија) у оточачком срезу, Гаврило Принцип у грачачком срезу и Крбава у удбинском срезу (потпуно формирање завршено почетком 1942). У срезу Бриње формирана је, у децембру, омладинска (Брињска) партизанска чета. Група је 13. децембра 1941. имала по списковима 3730 бораца, а око 1070 на лицу, наоружаних са 711 пушака, 26 пушкомитраљеза, 3 митраљеза, 21 пиштољ и 1 хаубица. Батаљиони Марко Орешковић и Огњен Прица упућени су почетком децембра у северну Лику ради ширег размаха НОП. Они су 10. и 11. децембра напали усташе и оружнике (жандарма) на Плитвичким језерима, а затим се пребацили у рејон Бриња и Оточца. До маја 1942. јединице Групе одреда су нападале мање усташко-домобранске посаде и рушиле комуникације. Крајем децембра оне су после безуспешног напада на Кореницу коју је бранио 1 батаљон италијанске дивизије Ре држали место у тромесечној блокади. За то време, Италијани су настојали да деблокирају гарнизон. Нарочито жестоке борбе вођене су са деловима дивизија Ре и Ломбардија (шест батаљона) код Кланца 22. јануара 1942. и на Љубову од 22. јануара до 2. фебруара. У фебруару и у марту јединице Групе одреда ослободиле су Доњи Лапац, Срб, Личко Петрово Село, Чанак, Кореницу и Удбину. Италијанске снаге јачине око 7 батаљона подржане артиљеријом и тенковима после борби са деловима 1. личког одреда на Плочанском кланцу 23. марта ушле су у Удбину 25. марта, а 28. марта у Кореницу. У међувремену, 151. пук италијанске дивизије Сасари продро је 25. марта у Срб. До пролећа 1942. Група одреда је успешно
рушила пругу Карловац—Книн и одбијала покушаје непријатеља да продру на слободну територију у правцу Бунића и Подлапца. Средином априла Група одреда је бројала 2300 бораца. Штаб Групе одреда је у априлу извршио нову реорганизацију јединица. Поред 1. личког одреда (три батаљона), формиран је 2. лички НОП одред (батаљони Огњен Прица и Крбава) и 3. лички НОП одред (батаљони Стојан Матић, Марко Драшковић и Гаврило Принцип – касније Бићо Кесић). Батаљон Божидар Аџија и даље је дејствовао самостално. Од Брињске чете и нових бораца формиран је у мају Брињски батаљон, касније Љубица Геровац, који је дејствовао у саставу 1. приморске-горанског НОП одреда. У мају формирани су Ударни батаљон, Личка пролетерска чета која је убрзо ушла у састав Пролетерског батаљона Хрватске и тенковски вод, у јуну батерија топова и Одељење за везу, у августу 1. женска омладинска чета (у септембру формиране још две чете). У јулу 1942. Група је бројала 2096 бораца и држала пространу слободну територију. Од бораца Хрвата формирана је у јулу Косињска (Перушићка) чета за ширу мобилизацију хрватског живља у западном делу Лике. Група одреда је 8. јула 1942. дала два батаљона за 1. НОУ бригаду 1. оперативне зоне Хрватске, у августу је од њена четири батаљона формирана 2. НОУ бригада 1. оперативне зоне Хрватске, а 9. септембра од још четири батаљона и 9. бригада Хрватске (3. ударна бригада Хрватске); 7. септембра у саставу Групе одреда формиран је у западној Лици 4. лички НОП одред од батаљона Божидар Аџија и новоформираног косињског батаљона (Матија Губец). Формирањем бригада расформирани су 1, 2. и 3. лички НОП одред, па је Група пдреда крајем септембра престала да постоји, а 4. лички одред расформиран је средином новембра 1942.